# Resident Evil: Extinction
Resident Evil: Extinction (bra: Resident Evil 3: A Extinção, ou Resident Evil 3 - A Extinção; prt: Resident Evil 3: Extinção, ou Resident Evil 3 - Extinção) é um filme de ação e terror de 2007, dirigido por Russell Mulcahy com roteiro de Paul W. S. Anderson. É o terceiro título da franquia de filmes Resident Evil, que é vagamente baseada na série de jogos eletrônicos homônima. O filme segue a heroína Alice, junto com um grupo de sobreviventes de Raccoon City, enquanto eles tentam viajar pelo deserto de Mojave até o Alasca e escapar de um apocalipse zumbi.
Em novembro de 2005, a Screen Gems ganhou os direitos do terceiro filme da franquia, que então recebeu o subtítulo Extinction. Anderson voltou como escritor e as filmagens aconteceram no México, com Mulcahy como diretor.
Resident Evil: Extinction foi lançado nos Estados Unidos em 21 de setembro de 2007 e no Reino Unido em 12 de outubro de 2007 pela Sony Pictures Releasing. As versões para DVD e Blu-ray foram lançadas na América do Norte em 1º de janeiro de 2008. O filme recebeu avaliações negativas no Rotten Tomatoes e avaliações mistas no Metacritic. Faturou 147 milhões de dólares mundialmente, contra um orçamento de 45 milhões de dólares. Um quarto filme, Resident Evil: Afterlife, foi lançado em 2010.

## Enredo
Uma Alice clonada acorda em uma mansão, vaga por seus corredores, e é forçada a escapar de várias armadilhas de segurança , espelhando alguns acontecimentos do primeiro filme . Durante sua fuga, Alice faz uso de novos poderes telecinéticos, matando um segurança. No entanto, ela acaba sendo morta por uma mina escondida no chão. Seu corpo é jogado em um poço cheio de dezenas de outros clones de Alice, representando os resultados fracassados do Projeto Alice em andamento da Umbrella Corporation .
Após as tentativas da Umbrella de encobrir a contaminação de Raccoon City , o T-vírus se espalha pelo mundo, devastando não apenas a população humana, mas todo o meio ambiente global nos próximos cinco anos. A verdadeira Alice vaga pelo deserto que já foi o sudoeste dos Estados Unidos e, após lutar contra uma família de saqueadores, descobre informações em um caderno abandonado referindo-se a uma área não infectada no Alasca . Alice percebe que ela, assim como seus clones, desenvolveu telecinese .
Simultaneamente, um comboio de sobreviventes liderado por Claire Redfield e os sobreviventes de Raccoon City, Carlos Oliveira e LJ Wade, viaja pelo país em busca de suprimentos e um porto seguro. Enquanto procurava um motel, LJ é mordido por um zumbi. Temendo o duro destino que o espera, ele opta por não contar aos outros sobreviventes sobre o ferimento. Na manhã seguinte, o comboio é atacado por um bando assassino de corvos infectados. Com a equipe quase sobrecarregada, Alice aparece e derrota os corvos restantes com sua telecinese recém-descoberta , embora caia inconsciente. Acordando logo em seguida, Alice é apresentada a Claire e conta a ela sobre o caderno, convencendo-a a levar o comboio para o Alasca.
As tentativas de Isaacs de domesticar os infectados levam à criação de uma nova raça de zumbis. O oficial de segurança de Wesker, Capitão Alexander Slater, informa sobre o desrespeito de Isaacs pelos regulamentos da Umbrella. Wesker incumbe Slater de vigiar Isaacs, dizendo-lhe para matar o cientista se ele desobedecer às ordens novamente. Traçando um padrão de energia enviado pela telecinese de Alice, a Umbrella triangula sua localização. Desesperado para recuperar Alice para alcançar seus objetivos, o Dr. Isaacs envia seus novos zumbis para emboscar o comboio contra as ordens específicas de Wesker. Durante o ataque, a maior parte do comboio é morta e LJ sucumbe à infecção, mordendo Carlos. A Umbrella tenta desligar Alice remotamente, mas ela se liberta da programação da Umbrella e continua a lutar. Ela encontra Isaacs no local, e ele é mordido enquanto foge de helicóptero. Alice e K-Mart usam o computador de Isaacs para rastrear a trajetória de vôo do helicóptero, levando-os às instalações subterrâneas da Umbrella.
Aproximando-se da cena, Alice encontra uma holografia da IA "irmã" da Rainha Vermelha , a Rainha Branca. Ela informa a Alice que seu sangue pode curar o T-vírus, defende as ações anteriores da Rainha Vermelha e revela o que aconteceu ao Dr. Isaacs. Em seu caminho para os níveis inferiores do laboratório, Alice encontra um de seus clones, que acorda, mas parece morrer de choque logo depois. Alice descobre Isaacs/Tyrant, derrotando-o depois de levá-lo à réplica do corredor de laser de The Hive apresentado na abertura do filme. No momento em que Alice está prestes a ter o mesmo destino, o sistema é desativado pelo clone, que ainda está vivo.
Mais tarde, em Tóquio , Wesker informa a seus colegas executivos da Umbrella que as instalações norte-americanas foram perdidas. Alice aparece durante a reunião, declarando que ela e seus "amigos" (os outros clones) estão vindo atrás dele.

## Elenco
| Ator           | Personagem          |
| -------------- | ------------------- |
| Milla Jovovich | Alice               |
| Ali Larter     | Claire Redfield     |
| Oded Fehr      | Carlos Oliveira     |
| Iain Glen      | Dr. Isaacs / Tyrant |
| Spencer Locke  | K-Mart              |
| Mike Epps      | L.J.                |
| Ashanti        | Betty               |
| Jason O'Mara   | Albert Wesker       |
| Chris Egan     | Mike                |
| Linden Ashby   | Chase               |
| Rusty Joiner   | Eddie               |
| Gary Hudson    | Capitão da Umbrella |

## Bilheteria
O filme foi o de maior lucro na América do Norte em sua semana de lançamento, faturando 23 milhões de dólares, num total de 2 828 cinemas em que foi exibido. Até janeiro de 2008, o filme havia faturado US$ 50 milhões nos Estados Unidos e US$ 97 milhões internacionalmente, num total de US$ 147 milhões.